# Dictyna palmgreni
Dictyna palmgreni es una especie de araña araneomorfa del género Dictyna, familia Dictynidae. Fue descrita científicamente por Marusik & Fritzén en 2011.
Habita en Finlandia y Rusia (Europa al noreste de Siberia).